# Camillo Hildebrand
Camillo Hildebrand (Praga, 1872 - Sondershausen, 1953) fou un compositor i director d'orquestra txec.
Va fer els estudis al Conservatori de Praga. Va ser professor de la classe d'Òpera de l'Escola Superior de Música de Frankfurt, director d'orquestra dels teatres de l'òpera de Heidelberg, Magúncia i Mannheim i de l'Orquestra Filharmònica de Berlín. El 1921 es posà al davant de l'Orquestra Blühner.
Va escriure lieder, cors, obres per a piano i per a orquestra, i l'òpera Verheissung (1909). Estava casat amb la distingida soprano Henni Linkenbach.